# Глебовицкий, Виктор Андреевич
Виктор Андреевич Глебовицкий (26 января 1935 — 18 августа 2017) — советский и российский геолог, специалист в области геологии докембрия, физико-химической петрологии, геологии твердых полезных ископаемых, член-корреспондент РАН (1991), советник РАН.

## Биография
Родился 26 января 1935 года в Ленинграде.
В 1958 году — окончил Ленинградский горный институт.
В 1964 году — защитил кандидатскую диссертацию, а в 1974 году — докторскую диссертацию.
В 1991 году — избран членом-корреспондентом РАН.
В 2003 году — присвоено учёное звание профессора.
В 1968-1973 годах руководил межведомственным коллективом по составлению Карты метаморфических поясов СССР.
С 1973 года работал в Восточно-Сибирском и Европейском региональных петрографических секциях, заместитель председателя Комиссии по метаморфизму и метаморфогенному рудообразованию при	Петрографическом комитете.
С 1985 года — председатель Балтийской секции Научного совета АН СССР по проблемам комплексных исследований земной коры и верхней мантии.
С 1991 по 2007 годы был директором Института геологии и геохронологии докембрия РАН, в дальнейшем — заведующий лабораторией петрологии этого института.
Скончался 18 августа 2017 года, похоронен на Северном кладбище Санкт-Петербурга, посёлок Парголово.

## Научная деятельность
Специалист в областях: петрология и геохимия, региональная геология и геодинамика.
Автор более 300 научных публикаций.